# Robert Calef
Robert Calef fue un comerciante de telas en el Boston colonial, autor del ensayo Más Maravillas del mundo invisible sobre los juicios de brujas de Salem y particularmente examinando el papel desempeñado en ellos por el reverendo Cotton Mather. No se sabe demasiado de Robert Calef. En sus últimos años se retiró a Roxbury, donde murió, septuagenario según la inscripción en su lápida funeraria, en 1722 o 1723.

## La obra
Para defender los juicios de Salem, en el mismo 1692 Cotton Mather escribió Maravillas del mundo invisible: relato de los juicios de varias brujas ejecutados últimamente en Nueva Inglaterra, publicando al mismo tiempo su padre Increase Mather Casos de conciencia con respecto a los espíritus malignos.
Calef se opuso a los procedimientos y utilizó para su obra cartas personales, testimonios de testigos oculares y documentos legales de los juicios, que incluyen disculpas de un juez, Samuel Sewall, y de doce miembros del jurado por los errados procedimientos. Terminó su redacción en 1697 y lo publicó en Inglaterra en 1700, debido a que el clero controlaba las imprentas de Boston.
Increase Mather quemó públicamente un ejemplar en Harvard. Cotton Mather escribió en 1701 el panfleto Algunas observaciones sobre un libro escandaloso, donde acusa a Calef de ser un seguidor de Satanás y emplea abundantes citas bíblicas tales como Éxodo 22:28, "No hablarás mal del gobernante de tu pueblo", lo que indica que a pesar de todo la obra llegó y fue bien recibida en Nueva Inglaterra.
En 1768 al escribir sobre el caso el historiador Thomas Hutchinson se basó en Calef, a quien llama "un justo relator". El libro se ha reimpreso en numerosas ocasiones a lo largo del tiempo. Thomas Jefferson tenía un ejemplar del libro en su biblioteca de Monticello.